# Marvin Emnes
Marvin Renato Emnes (Rotterdam, 27 mei 1988) is een Nederlands voormalig voetballer die bij voorkeur als aanvaller speelde. Emnes maakte deel uit van verscheidene jeugdelftallen van de KNVB.

## Clubcarrière
Emnes begon met voetballen bij Xerxes. Op negenjarige leeftijd kwam hij in de jeugdopleiding van Sparta Rotterdam. Emnes debuteerde er onder trainer Wiljan Vloet in het seizoen 2005/2006 in de hoofdmacht. In dat seizoen trof hij in elf wedstrijden (voornamelijk invalbeurten) eenmaal doel. In het seizoen 2007/08 speelde Emnes geregeld. In juli 2008 werd hij voor €4.000.000,- verkocht aan Middlesbrough. Dat leende hem op 18 oktober 2010 voor een maand uit aan Swansea City en eind januari 2014 voor de rest van het seizoen. Hij tekende in juli 2014 een driejarig contract bij Swansea City. Emnes werd tweemaal verhuurd aan Blackburn Rovers. In augustus 2017 verbond hij zich voor drie seizoenen aan Akhisar Belediyespor. In april 2018 werd zijn contract ontbonden. In september 2018 verbond Emnes zich aan Vancouver Whitecaps dat uitkomt in de Major League Soccer. Hij kwam geen minuut in actie voor de club en eind november 2018 maakte de club bekend de optie in zijn contract niet te lichten. Eind maart 2021 sloot hij aan bij het Italiaanse Ravenna FC 1913 dat uitkomt in de Serie C.

## Statistieken
| Seizoen | Club               | Competitie     | Wedstrijden | Doelpunten |
| ------- | ------------------ | -------------- | ----------- | ---------- |
| 2005/06 | Sparta Rotterdam   | Eredivisie     | 11          | 1          |
| 2006/07 | Sparta Rotterdam   | Eredivisie     | 16          | 0          |
| 2007/08 | Sparta Rotterdam   | Eredivisie     | 29          | 8          |
| 2008/09 | Middlesbrough      | Premiership    | 15          | 0          |
| 2009/10 | Middlesbrough      | Championship   | 16          | 1          |
| 2010/11 | Middlesbrough      | Championship   | 23          | 3          |
|         | → Swansea City     | Championship   | 4           | 2          |
| 2011/12 | Middlesbrough      | Championship   | 42          | 14         |
| 2012/13 | Middlesbrough      | Championship   | 24          | 5          |
| 2013/14 | Middlesbrough      | Championship   | 22          | 1          |
|         | → Swansea City     | Premier League | 7           | 1          |
| 2014/15 | Swansea City       | Premier League | 17          | 0          |
| 2015/16 | Swansea City       | Premier League | 2           | 0          |
| 2016/17 | → Blackburn Rovers | Championship   | 35          | 4          |